# ستيف س. جونز
ستيف س. جونز (بالإنجليزية: Steve C. Jones)‏ هو قاضي ومحامي أمريكي، ولد في 26 يناير 1957 في أثينا في الولايات المتحدة.